# بی‌لیک (آق‌داش)
بی‌لیک (به لاتین: Bəylik) یک منطقه مسکونی در جمهوری آذربایجان است که در شهرستان آق‌داش واقع شده است.